# Campeonato Carioca de Futebol de 1920
O Campeonato Carioca de Futebol de 1920 foi a 16.ª edição da principal divisão do futebol no Rio de Janeiro. A disputa começou em 11 de abril de 1920 e terminou em 2 de janeiro de 1921, foi organizada pela Liga Metropolitana de Desportos Terrestres (LMDT). O campeão desta edição foi o Flamengo que conquistou o seu terceiro título carioca.

## Primeira divisão

### Clubes participantes
Esses foram os clubes participantes:
- América Football Club, do bairro da Tijuca, Rio de Janeiro
- Andarahy Athletico Club, do bairro de Vila Isabel, Rio de Janeiro
- Bangu Athletic Club, do bairro de Bangu, Rio de Janeiro
- Botafogo Football Club, do bairro de Botafogo, Rio de Janeiro
- Club de Regatas do Flamengo, do bairro do Flamengo, Rio de Janeiro
- Fluminense Football Club, do bairro das Laranjeiras, Rio de Janeiro
- Palmeiras Atlético Clube, do bairro de São Cristóvão, Rio de Janeiro
- Sport Club Mangueira, do bairro da Tijuca, Rio de Janeiro
- São Christóvão Athletico Club, do bairro de São Cristóvão, Rio de Janeiro
- Villa Isabel Futebol Clube, do bairro de Vila Isabel, Rio de Janeiro

### Classificação final
| Classificação | Classificação  | Classificação | Classificação | Classificação | Classificação | Classificação | Classificação | Classificação | Classificação |
| Pos           | Time           | PG            | J             | V             | E             | D             | GP            | GS            | SG            |
| ------------- | -------------- | ------------- | ------------- | ------------- | ------------- | ------------- | ------------- | ------------- | ------------- |
| 1             | Flamengo       | 31            | 18            | 13            | 5             | 0             | 44            | 19            | +25           |
| 2             | Fluminense     | 26            | 18            | 11            | 4             | 3             | 46            | 27            | +19           |
| 3             | America        | 25            | 18            | 10            | 5             | 3             | 39            | 24            | +15           |
| 4             | Botafogo       | 21            | 18            | 10            | 1             | 7             | 56            | 34            | +22           |
| 5             | Andarahy       | 20            | 18            | 9             | 2             | 7             | 36            | 26            | +10           |
| 6             | Bangu          | 17            | 18            | 8             | 1             | 9             | 51            | 42            | +9            |
| 7             | São Christóvão | 15            | 18            | 8             | 1             | 9             | 49            | 37            | +12           |
| 8             | Villa Isabel   | 11            | 18            | 4             | 1             | 3             | 31            | 53            | -22           |
| 9             | Palmeiras      | 8             | 18            | 3             | 2             | 13            | 24            | 64            | -40           |
| 10            | Mangueira      | 6             | 18            | 3             | 0             | 15            | 24            | 74            | -50           |

| Campeonato Carioca de 1920   |
| Rio de Janeiro               |
| ---------------------------- |
| FLAMENGO Campeão (3º título) |